# مجله شیل

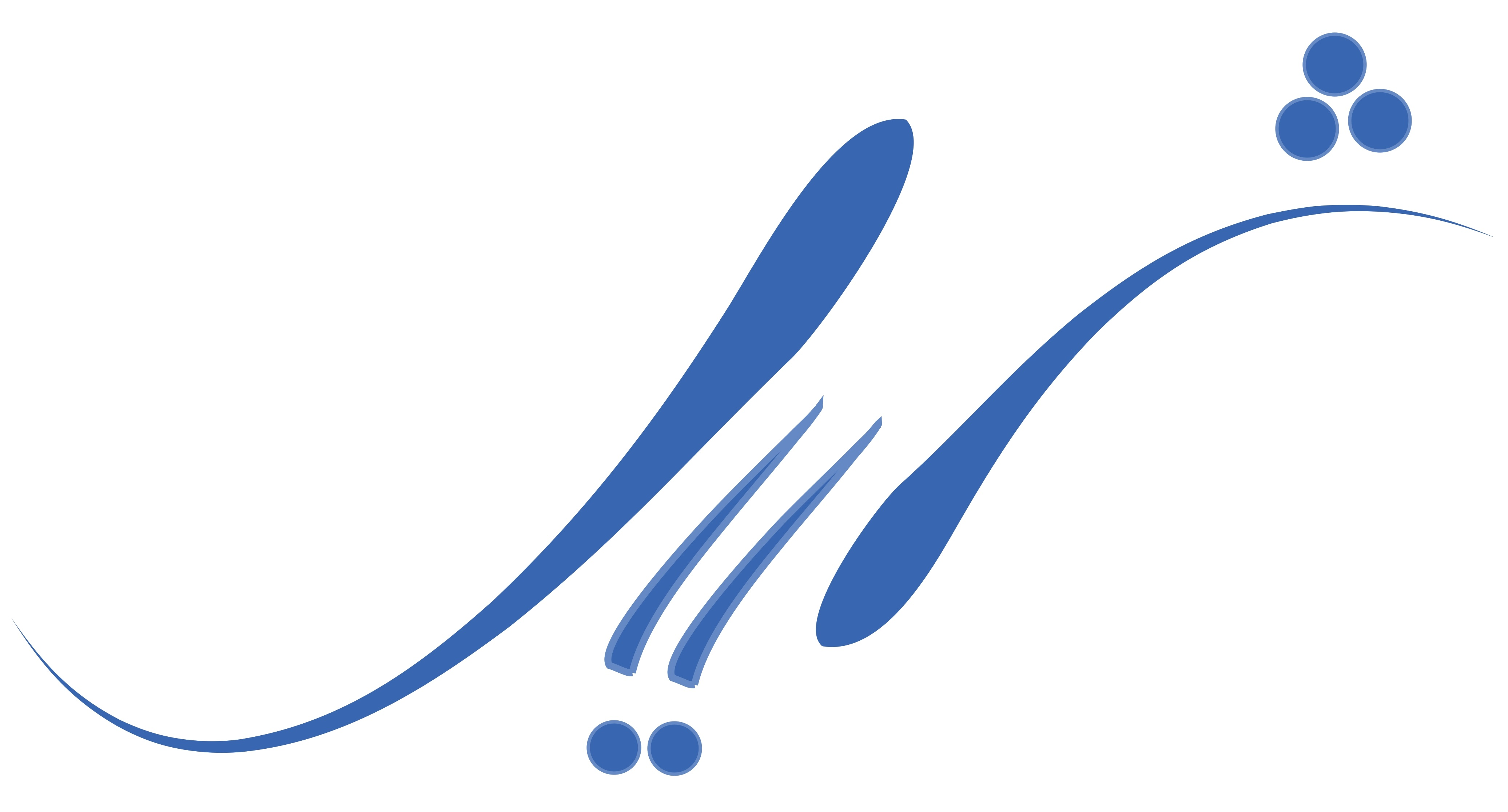
آرم مجله شیل

پیشینه انتشار نخستین شماره از مجله شیل (به انگلیسی: Shil Journal) به سال۱۳۸۲ برمی‌گردد. این مجله به صورت فصلی (هر سه ماه یکبار) به زبان فارسی و چکیده مقالات آن به هر دو زبان فارسی و انگلیسی نمایه می‌شود. این مجله به همت انجمن علمی دانشجویی شیلات دانشگاه تهران با همکاری دانشجویان دکتری شیلات از دانشگاههای دولتی کشور، منتشر می‌گردد. مقالات این مجله در شاخه‌های مختلف علوم شیلاتی مانند: تکثیر و پرورش آبزیان، تولید و بهره‌برداری، بوم‌شناسی آبزیان و عمل آوری منتشر می‌شود. هیئت تحریریهٔ مجله، از دانشجویان فعال و متخصص در زمینه‌های مختلف علوم شیلاتی دانشگاه‌های مختلف کشوراست. در هر شماره در حدود ۱۰ مقاله به صورت آنلاین برای مجله ارسال می‌شود که پس از سپری نمودن مراحل داوری تخصصی، مقالات مناسب پذیرفته شده و بلافصله پس از تأیید سردبیر آنلاین می‌گردد. پس از به حد نصاب رسیدن تعداد مقالات در هر فصل یک شماره رسمی به صورت نسخه پرینت شده توسط انجمن علمی دانشجویی شیلات دانشگاه تهران منتشر می‌گردد. متن کامل مقالات نیز به صورت رایگان در وب‌گاه مجله (وبگاه رسمی) در دسترس عموم قرار دارد.

## دست اندرکاران مجله
مدیر مسئول:
- مهدی نوری (بعد از حمیدرضا شکاری)

سردبیر:
- سید مهرداد حسنی اژدری

دبیر:
- جمال رحیمی

هیئت تحریریه:
- عطا مولودی صالح
- محیا رضایی منش
- زانیار غفوری
- سعید شهبازی ناصرآباد

کارشناسان:
- عذرا نجاری شیشوان
- پرستو حقیقی

## کمیته مشاوران
هیئت علمی گروه شیلات دانشکده منابع طبیعی دانشگاه تهران:
- سهیل ایگدری
- هادی پورباقر
- آرش جوانشیر
- سید ولی حسینی
- غلامرضا رفیعی
- امیر رضا عابد علم دوست
- حمید فرهمند
- مهرداد فرهنگی
- کامران رضایی
- باقرمجازی امیری
- علیرضا میرواقفی
- محمدعلی نعمت‌اللهی

## رتبه و جایگاه علمی
مجله شیل از سال ۱۳۹۶ با تائیدیه مدیر کل امور فرهنگی دانشگاه تهران مجوز انتشار الکترونیک خود را دریافت نمود. هم‌چنین، این مجله به عنوان نشریه برتر سومین جشنواره ملی حرکت در سال ۱۳۸۹ معرفی شده‌است.